# Dům čp. 151 (Karlovy Vary)
Dům čp. 151 v Karlových Varech (uváděn též jako Pasáž Praha nebo Kino Praha, někdy i Kino a Hotel Pasáž) stojí v obchodně správní části města v ulici Dr. Davida Bechera č. 24. Od roku 1930 je propojen pasáží s domem čp. 941 v ulicí T. G. Masaryka.

## Historie
Karlovarský architekt Franz Lapper vypracoval v roce 1925 projekt novostavby obytného domu v tehdejší Kaiser Franz Josef Strasse, dnešní ulici T. G. Masaryka, č. 941/47, podle kterého byl pak dům postaven a roku 1926 dokončen. Ve dvorním traktu byla zbudována pasáž, první svého druhu v Karlových Varech.
V letech 1927–1930 došlo k další stavební činnosti. Po postavení nádvorního traktu zde bylo zřízeno kino Passage (později psáno Pasáž, pak přejmenováno na kino Praha). V roce 1930 byla obchodní pasáž přebudována a průchodem zde byly propojeny Kaiser Franz Josef Strasse a Neue Bahnhof Strasse, dnešní ulice T. G. Masaryka a Dr. Davida Bechera.

## Ze současnosti

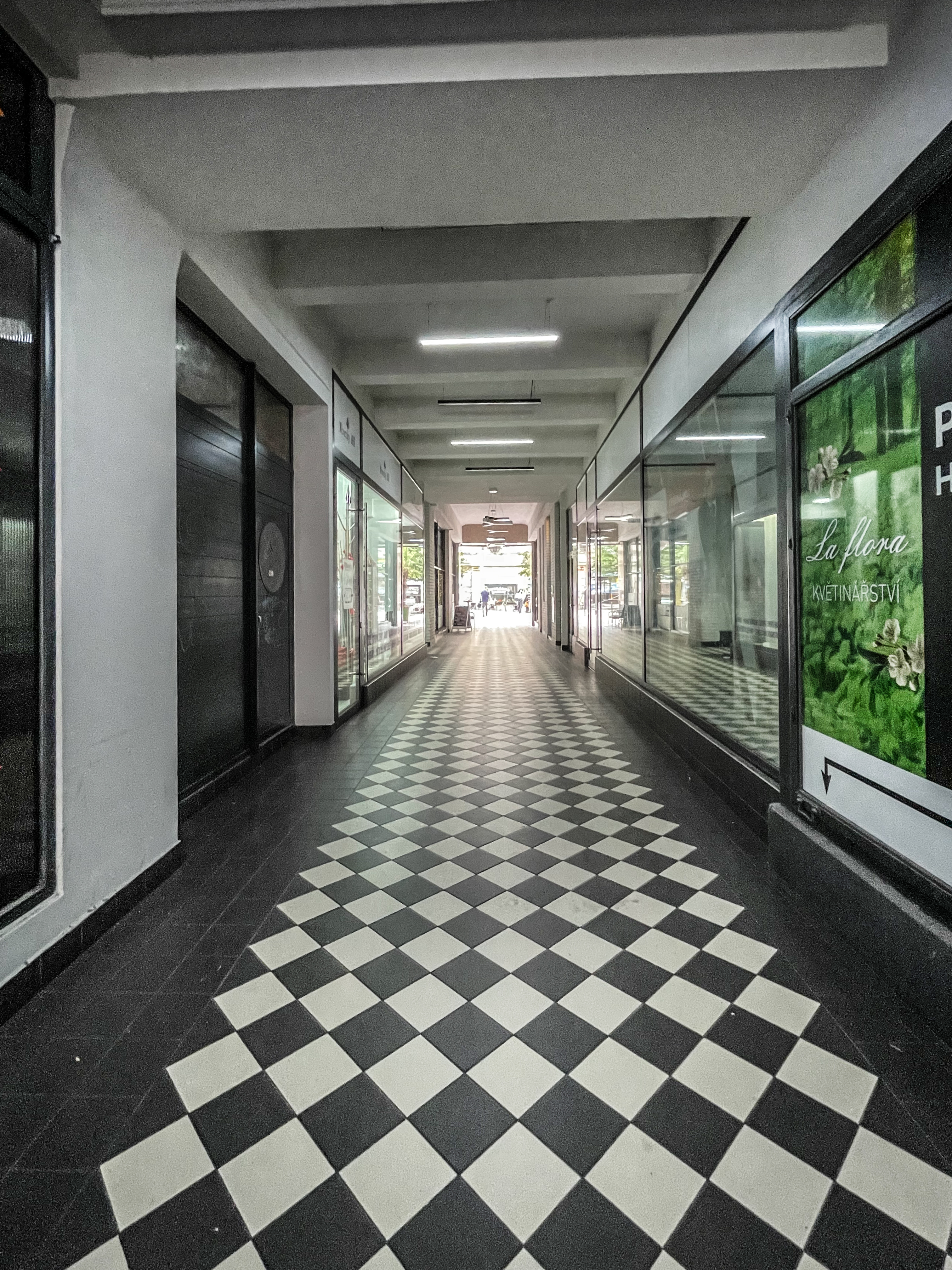
Vhled do pasáže T. G. M. z ulice T. G. Masaryka

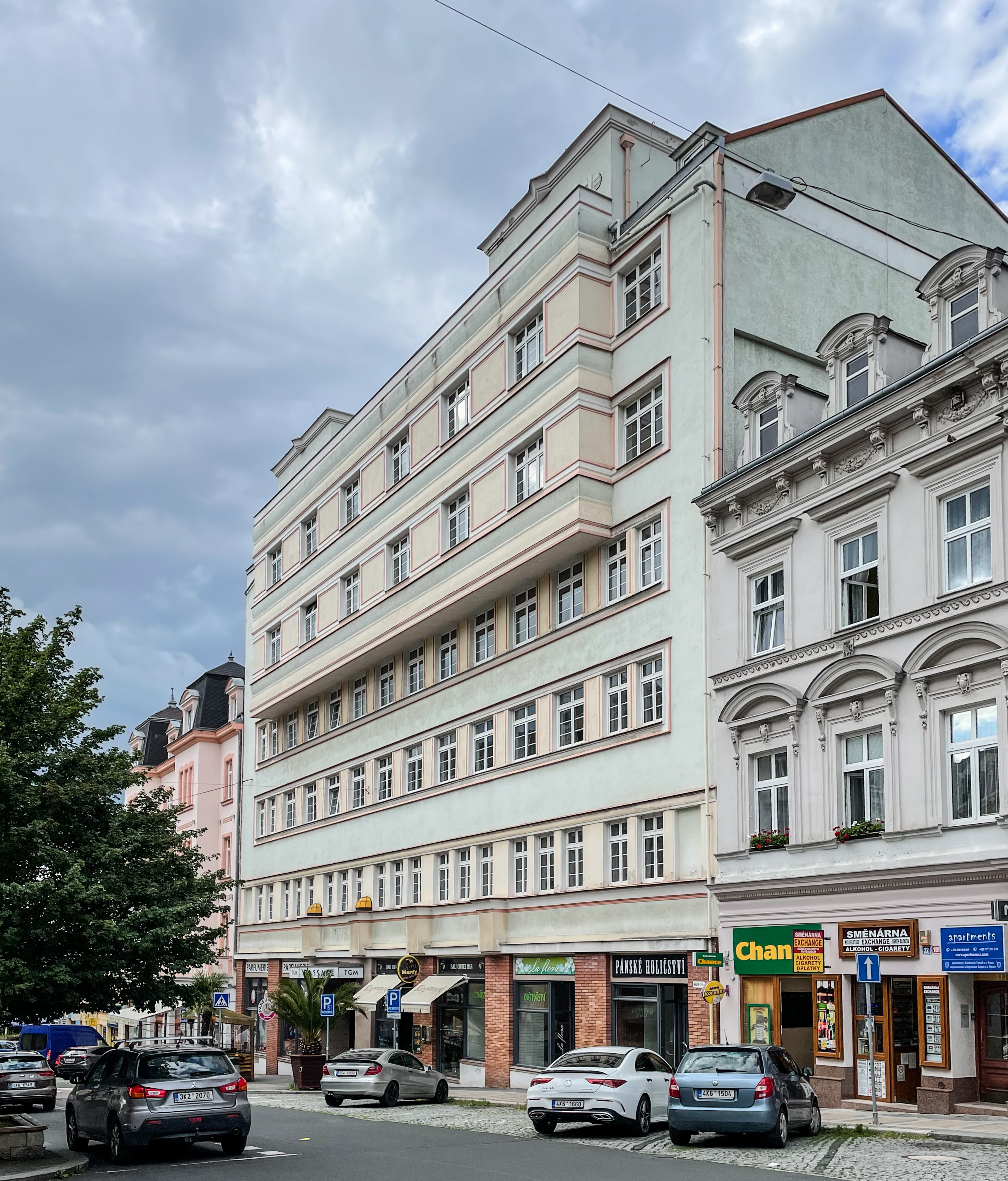
Dům č. 151/24 v ulici Dr. Davida Bechera

Dům stojí v městské památkové zóně. V roce 2014 byl objekt uveden v Programu regenerace Městské památkové zóny Karlovy Vary 2014–2024 v části II. (tabulková část 1–5 Přehledy) v navrhovaných objektů k zápisu do Ústředního seznamu nemovitých kulturních památek na území MPZ Karlovy Vary s aktuálním stavem „nevyhovující“.
V současnosti (srpen 2021) je dům evidován jako objekt k bydlení v soukromém vlastnictví.

## Pasáž
Z ulice Dr. Davida Bechera lze domem čp. 151 projít průchodem zvaným Passage T. G. M. do ulice T. G. Masaryka, dům 941/47.